# Fox Sports (Latinoamérica)
Fox Sports fue un canal de televisión por suscripción deportivo latinoamericano de origen estadounidense. Fue lanzado en 1995 como un bloque deportivo en la variante latinoamericana del canal FOX, en donde ofrecía los más destacados partidos de la NFL hasta 1996, cuando la cadena compró el canal deportivo Prime Deportiva para relanzarlo como Fox Sports Américas y posteriormente a Fox Sports en 1999.
El canal era propiedad de Fox Networks Group; fue en 2019, que pasó a ser propiedad de The Walt Disney Company Latin America y era operado por Disney Media Networks Latin America, en virtud de un acuerdo de licencia de marca con Fox Broadcasting Company.

## Historia
El canal originalmente fue lanzado por Liberty Media en 1996 bajo el nombre Prime Deportiva. Antes de su lanzamiento, el 31 de octubre de 1995, News Corporation adquirió el 50 % de acciones del grupo Prime Network, propiedad de Liberty Media, así como sus canales internacionales (como Premier Sports y Prime Sports Asia) como parte de la expansión de las operaciones de Fox Sports en las Américas.
En 2009, News Corporation lanzó un segundo canal llamado Fox Sports+ para la transmisión de partidos de fútbol en vivo al mismo tiempo con Fox Sports. En 2012, Fox Sports+ fue renombrado como Fox Sports 2, mientras que Speed Channel fue relanzado como Fox Sports 3.
En enero de 2015, el canal cambia su relación de aspecto de 4:3 a 16:9 en todas sus señales en definición estándar (SD) y empieza a emitir toda su programación en formato panorámico.

### Venta de Fox a Disney: Fusión Fox Sports - ESPN
Debido a la venta de 21st Century Fox a The Walt Disney Company en 2019, Disney adquirió prácticamente todos los activos de la compañía, incluyendo los canales internacionales de Fox Sports. Sin embargo, Disney tuvo que excluir las operaciones de Fox Sports en México, debido a las medidas impuestas por el Instituto Federal de Telecomunicaciones (IFT), para así poder obtener la aprobación de compra de los organismos mexicanos.
En México, el IFT ordenó la desincorporación o venta de los canales Fox Sports y todos los activos de ese negocio, ya que de la concentración resultaría una empresa con la capacidad unilateral de afectar la oferta o los precios para los proveedores de servicio de televisión restringido, lo que afectaría la competencia en este rubro. El proceso duraría 1 año; sin embargo, se extendió mediante prórrogas debido a las malas condiciones de la economía tras la pandemia de COVID-19. Luego de que las condiciones se prestaron a ello y a que la IFT presionó, el 21 de mayo de 2021 se dio a conocer que la venta se realizó y se aprobó por parte del órgano de telecomunicaciones mexicano. En mayo de 2021 se anunció que Fox Sports sería vendida al Grupo Multimedia Lauman, conglomerado que opera en México el canal de televisión por suscripción El Financiero y cuenta con una alianza con la compañía estadounidense Bloomberg TV. El 8 de junio del mismo año, el Instituto Federal de Telecomunicaciones aprobó la venta al Grupo Multimedia Lauman.
En Argentina, la Comisión Nacional de Defensa de la Competencia condicionó la adquisición de Fox por parte de Disney. El gobierno había impuesto restaurar la competencia efectiva en el mercado de comercialización de las señales deportivas básicas, y desinvertir los denominados «contenidos fundamentales» únicamente en Argentina. Para acelerar el proceso, la CNDC ordenó que en el transcurso Disney pusiera a disposición la retransmisión, de manera no exclusiva, de los partidos de Boca Juniors o River Plate en las señales de televisión abierta. Presionada por esto, Disney presentó un proyecto de desinversión ante el ente en el que acordaba ceder la señal Fox Sports Argentina y sus respectivas filiales (Fox Sports 2 y Fox Sports 3) junto con algunos de los denominados «contenidos fundamentales» a la empresa española Mediapro. Finalmente, tras un largo proceso de venta el 27 de abril de 2022 el gobierno argentino dio el visto bueno y la venta pudo concretarse convirtiéndose así, Mediapro, en la nueva dueña tanto de la señal como de la mayoría de los denominados «contenidos fundamentales» anteriormente pactados. Adicionalmente, esta venta hizo que la fusión Fox-Disney fuera finalmente aprobada en el país, lo cual era el principal objetivo de Disney.
El 1 de diciembre de 2021, Fox Sports fue reemplazado en Centroamérica y Sudamérica por ESPN 4, mientras que Fox Sports 2 y Fox Sports 3 se mantuvieron al aire. El feed centroamericano de Fox Sports 2 dejó de transmitir en junio de 2023, trasladando sus contenidos a ESPN Extra.
Finalmente, en enero de 2024, The Walt Disney Company Latin America anunció que desde el 15 de febrero de ese año, los canales Fox Sports 2 y Fox Sports 3 finalizarían sus emisiones definitivamente en el resto de Sudamérica para abrirle paso a 3 nuevos canales: ESPN 5, ESPN 6 y ESPN 7, pasando a todos sus contenidos restantes a esos canales y abandonando por completo la marca de Fox Sports para siempre en Latinoamérica.

## Canales

### Fox Sports
Transmitía la Copa Conmebol Libertadores, Copa Sudamericana, Recopa Sudamericana, UEFA Champions League, UEFA Europa League, Bundesliga de Alemania, NFL, MLB, entre otros.
La señal Norte tenía contenidos separados de la señal Sur debido a que su centro de producción se encontraba en la Ciudad de México y no en Buenos Aires.

### Fox Sports 2
Nace en 2009 con el nombre de Fox Sports+ para poder transmitir partidos de la UEFA Champions League, UEFA Europa League, entre otros eventos. La señal Norte de Fox Sports+ comenzó sus transmisiones como un canal de transmisión ininterrumpida, en contraste con la Señal Sur. A partir del 5 de noviembre de 2012 este canal pasó a llamarse Fox Sports 2 como un canal de programación ininterrumpida.

### Fox Sports 3
Señal para toda Latinoamérica que está disponible desde el 5 de noviembre de 2012, dedicado exclusivamente a los deportes a motor aunque ocasionalmente emiten eventos deportivos fuera de esta rama. Reemplazó a Speed Channel y son operadas desde México y Argentina, como dos señales con algunos contenidos locales de México y Argentina. Cualquier otro programa originario en otro país son enviados para su distribución hacia Panregional.
Tomaba algunos de los campeonatos de automovilismo que anteriormente transmitía Speed Channel, entre ellos la Copa NASCAR, NASCAR Xfinity Series, NASCAR México Series, WeatherTech SportsCar Championship, Campeonato Mundial de Rally y Campeonato Mundial de Turismos.

## Señales
El canal era compuesto por 3 señales localizadas por cada región, las cuales fueran emitidas en alta definición de forma nativa en simultáneo con la señal en resolución estándar.
- Señal Chile (básico): Emitido para este país la programación de la señal Sur en diferido, y algunos partidos de Copa Libertadores en vivo. Su horario de referencia correspondía al de Santiago de Chile (UTC-4/-3).
- Señal Norte: Emitido para Centroamérica y República Dominicana. Su horario de referencia correspondía al de Ciudad de México (UTC-6/-5).
- Señal Sur: Emitido para Bolivia, Colombia, Ecuador, Paraguay, Perú, Uruguay y Venezuela. Su horario de referencia correspondía al de Buenos Aires (UTC-3) y Bogotá/Lima (UTC-5).

## Señales localizadas

### Fox Sports (Chile)
En Chile, la señal latinoamericana solía ser emitida en dos canales, los cuales eran Fox Sports Básico y Fox Sports Premium, canales con programación idéntica con la excepción que en la señal básica no se emitían eventos en vivo que sí se transmitían por la señal prémium, además de que esta última era de costo adicional. En agosto de 2013, se lanzó una subseñal dedicada para Chile con desconexiones territoriales para emitir programación de origen chileno. La subseñal pasó a convertirse en un canal independiente llamado Fox Sports Chile el 11 de noviembre del mismo año en reemplazo de Fox Sports Básico. En 2015, Fox Sports Premium fue renombrado como Fox Sports 1 y empezó a ofrecerse dentro de un paquete de canales de coste adicional denominado Fox Sports Premium Pack, junto con las señales latinoamericanas Fox Sports 2 y Fox Sports 3, canales que también son de costo adicional únicamente en Chile, mientras que en el resto de países, son canales básicos.
El 15 de diciembre de 2019, la señal dejó de producir y transmitir programación desde los estudios que tenía en Santiago de Chile, volviendo a emitir la señal Sur en 2 canales: una señal básica y otra prémium (Fox Sports 1), esta última sigue siendo ofrecida junto a Fox Sports 2 y Fox Sports 3 (HD) a través de Fox Sports Premium Pack.

### Fox Sports (Colombia)
La señal colombiana de Fox Sports fue lanzado oficialmente el 26 de septiembre de 2016 con el estreno de la versión colombiana de Central Fox. No fue hasta 2015 que Fox Sports realizara desconexiones territoriales en Colombia para la emisión de contenido local en reemplazo de programas de la señal principal a partir del 8 de junio de 2015, con el estreno del programa Fox Sports Radio Colombia, el cual también se emitió por Fox Sports 2 durante la Copa América Chile 2015. El canal estaba previsto de ser lanzado al aire en 2012.
El 30 de diciembre de 2019, el canal cesó sus emisiones desde Bogotá debido a la adquisición de 21st Century Fox por parte de Disney y fue reemplazado por la señal Sur de Fox Sports. La señal colombiana se emitía desde los estudios de Fox Telecolombia.

### Fox Sports (Perú)
Fox Sports Perú fue un canal de televisión por suscripción exclusivo para ese país, lanzado oficialmente el 1 de marzo de 2018 con la transmisión del partido entre Alianza Lima y Boca Juniors por la Copa Libertadores, narrado por Peter Arévalo y Flavio Maestri como primer evento oficial del canal, seguido del preestreno del programa Fox Sports Radio Perú al término del partido.
Previo a su lanzamiento, el 26 de noviembre de 2017, Fox Sports lanzó una subseñal para ese país y realizó una desconexión territorial con la señal latinoamericana al emitir un programa especial de una hora de duración, 90 minutos especial Perú, en el cual se entrevistaba a Ricardo Gareca por la clasificación de la selección de fútbol que dirige al Mundial.
El 20 de diciembre de 2019, el canal cesó sus emisiones con el último programa de Fox Sports Radio Perú. El 25 de diciembre, el periodista y panelista de Fox Sports Radio Perú, Eddie Fleischman, confirmó que Fox Sports no seguirá operando en Perú, marcando el fin de las transmisiones de la cadena internacional en el país.

### Fox Sports (Uruguay)
Fue lanzado durante el primer trimestre de 2014. Cuenta con Fox Sports Radio Uruguay con Paolo Montero, Jorge Da Silveira y Edward Piñón. y "La última palabra" con Damian Herrera.
La versión local del canal cerró el 9 de diciembre de 2019 luego de más de cinco años al aire con programas producidos íntegramente en Uruguay. La decisión se debe a un cambio en la estrategia empresarial, a raíz de la adquisición de 21st Century Fox por parte de Disney en marzo de 2019.

## Logotipos

1999-2001
2001-2009
2009-2012
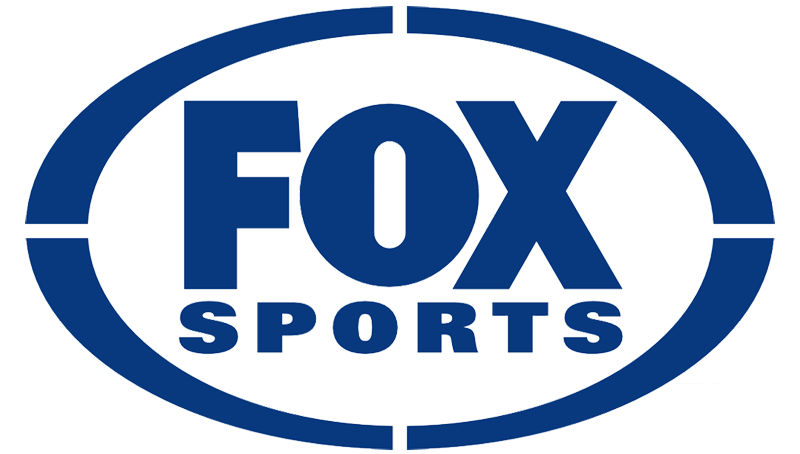
2012
2012-2021